# غار شاپور
غار شاپور در انتهای تنگ چوگان و در چهار کیلومتری شهر بیشاپور در شهرستان کازرون مهمترین پایتخت ساسانیان در ارتفاع حدود ۸۰۰ متری از سطح زمین قرار دارد و دهانهٔ آن حدود ۳۰ متر می‌باشد. در دهانهٔ این غار مجسمهٔ شاپور یکم (دومین پادشاه ساسانی) قرار گرفته‌است و به همین دلیل این غار به نام شاپور معروف شده‌است. پیکره شاپور یکم از یک ستون چکیده غول‌پیکر که در این غار وجود داشته تراشیده شده و با وجود گذشت ۱۷۰۰ سال هم‌چنان پابرجا می‌باشد و تنها مجسمهٔ باقی‌مانده از دوران ایران باستان است که حدود ۷ متر ارتفاع دارد. بعد از گذشت سال‌ها کماکان سر این مجسمه سالم می‌باشد ولی دو دست آن شکسته‌اند. مجسمه واژگون شده‌بود که در سال ۱۳۳۶ توسط ارتش شاهنشاهی ایران و با فرمان محمدرضا پهلوی در جای خود قرار گرفت. این مجسمه، شاپور را به صورت ایستاده نشان می‌دهد.

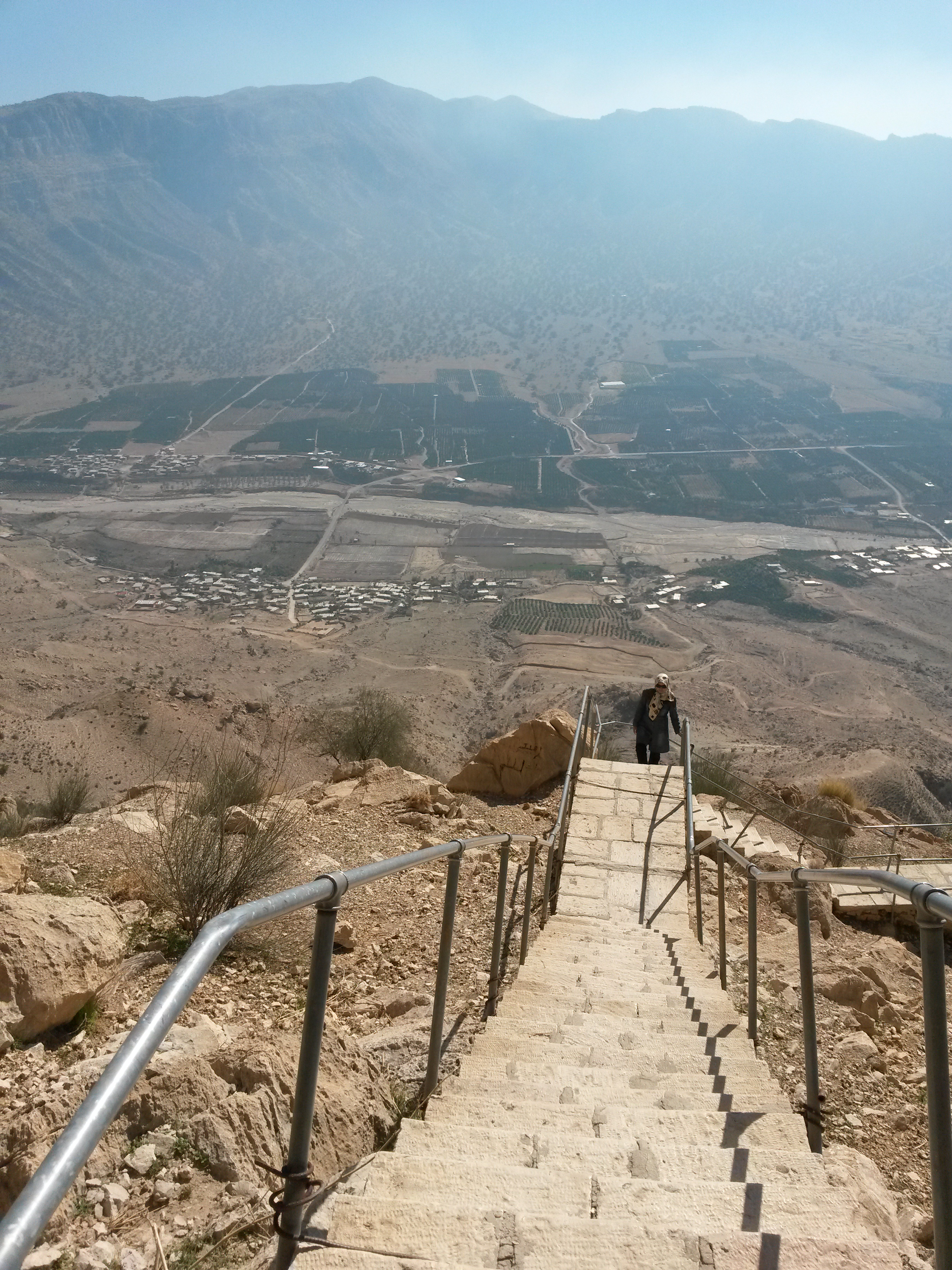
پلکان منتهی به غار شاپور

در دهانه غار دو کتیبه سنگی وجود دارد که یکی از آن‌ها ترجمه کتیبه شاپور در نقش رجب و دیگری نحوه برپاسازی مجدد مجسمه پس از  ۱۰۰۰ سال  و اندی در سال ۱۳۳۶ توسط ارتش را شرح می‌دهد. هر دو کتیبه توسط ارتش ایجاد شده‌است.
عنوان شده‌است که در جریان افتادن استان فارس امروزی به دست اعراب، ۲۵ اوت سال ۶۳۳ میلادی یک سردار عرب به نام نصر ابن سیار وارد غار شاپور شد و غار در آن زمان پر از آثار تاریخی و هنری ایرانیان بود. نصر دستور افکندن مجسمه شاپور از جایگاهش داد و آثار دیگر هم از آسیب در امان نماند. نصر پیشنهاد مردم محل را که در برابر دریافت مقداری زر از آنان، اجازه دهد که مجسمه را به حالت اول بازگردانند، رد کرد.
برای رسیدن به غار شاپور، می‌توان از سواری‌های محلی که از پاسگاه نیروی انتظامی مقابل بیشاپور به مقصد روستاهای محلی میروند استفاده کرد و از مقابل پارکینگ غار شاپور صعود ۲ ساعته به بالای کوه را شروع کرد. 

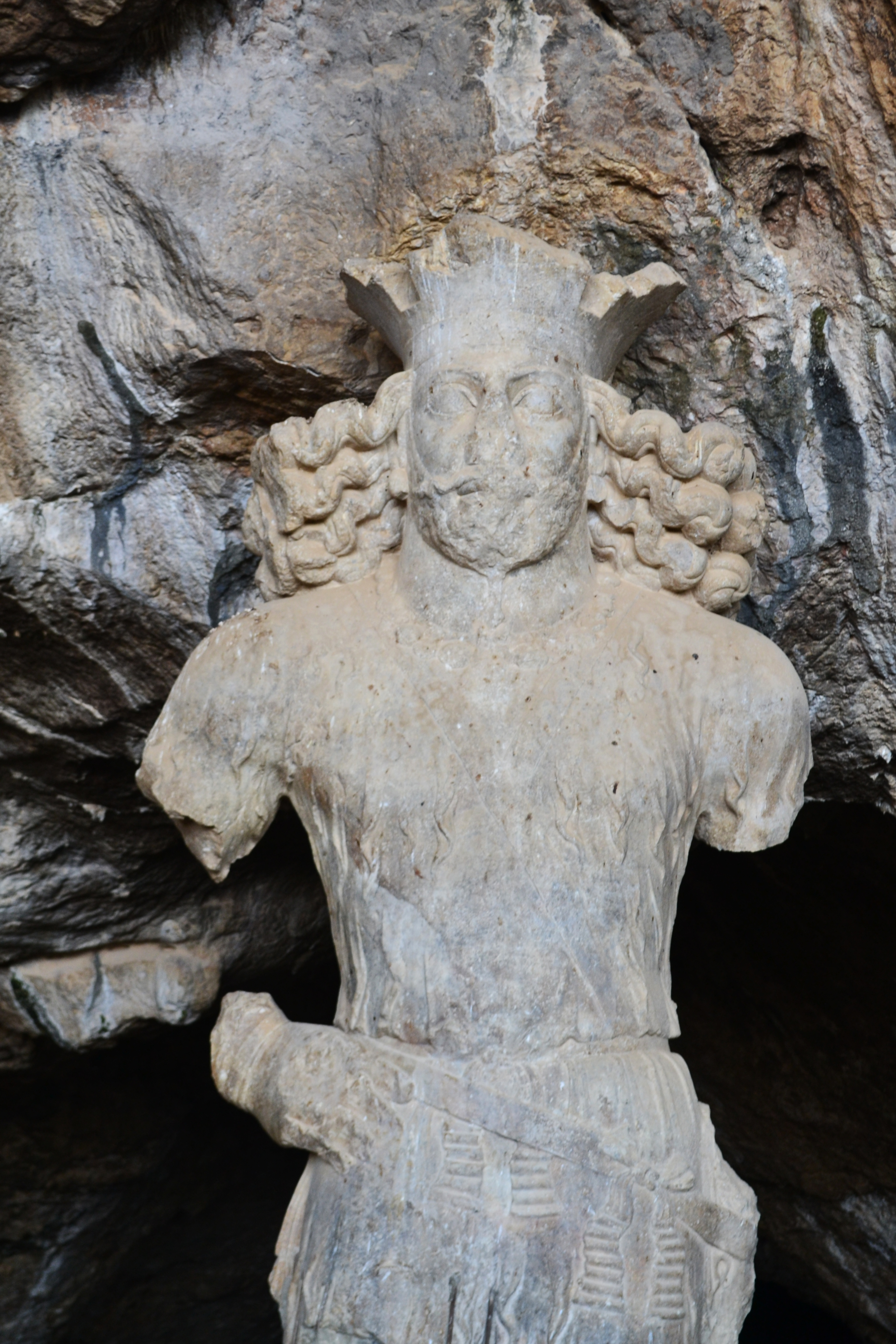
مجسمه شاپور اول

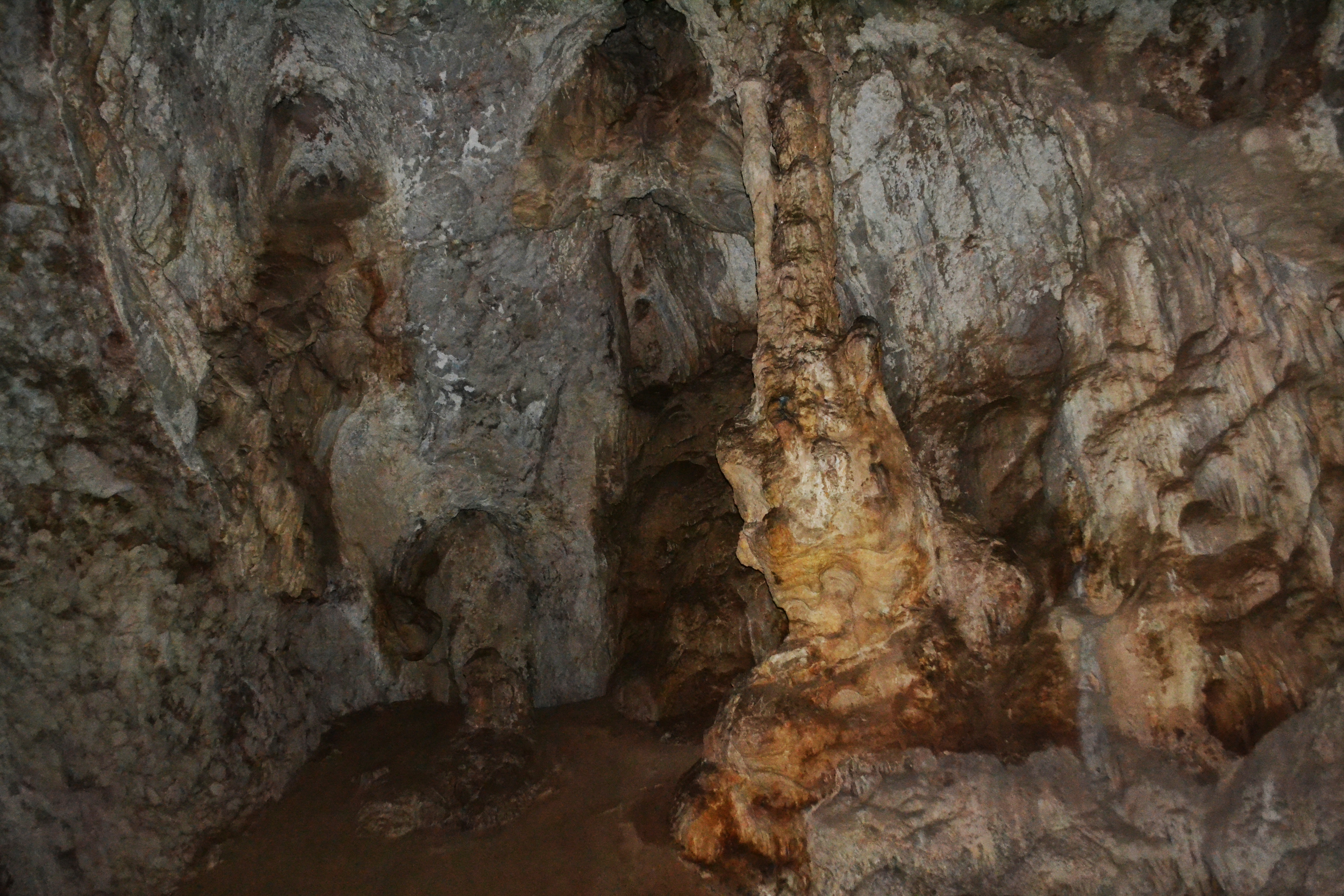
غار شاپور

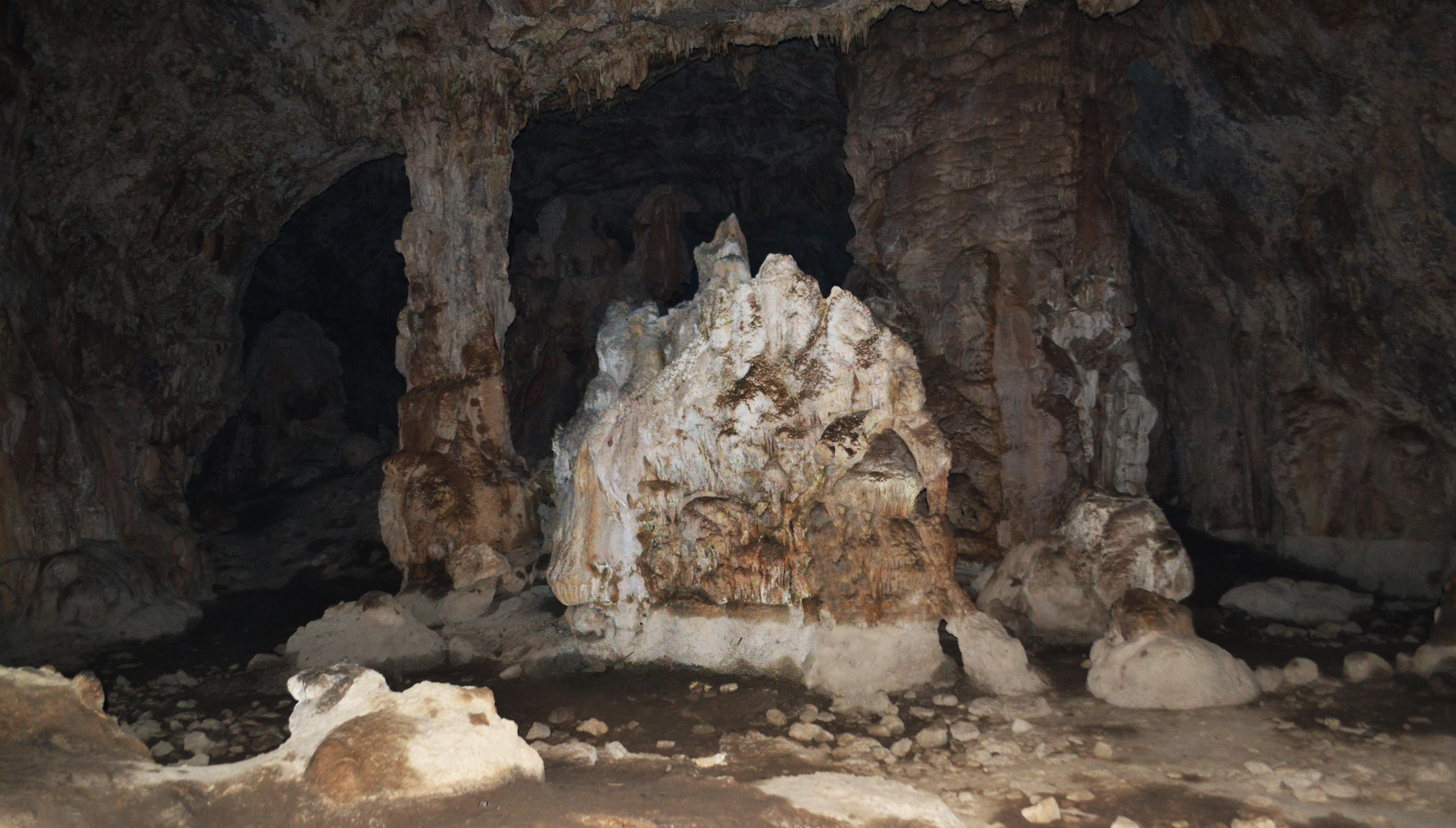
غار شاپور

## متن کتیبه ارتش داخل غار

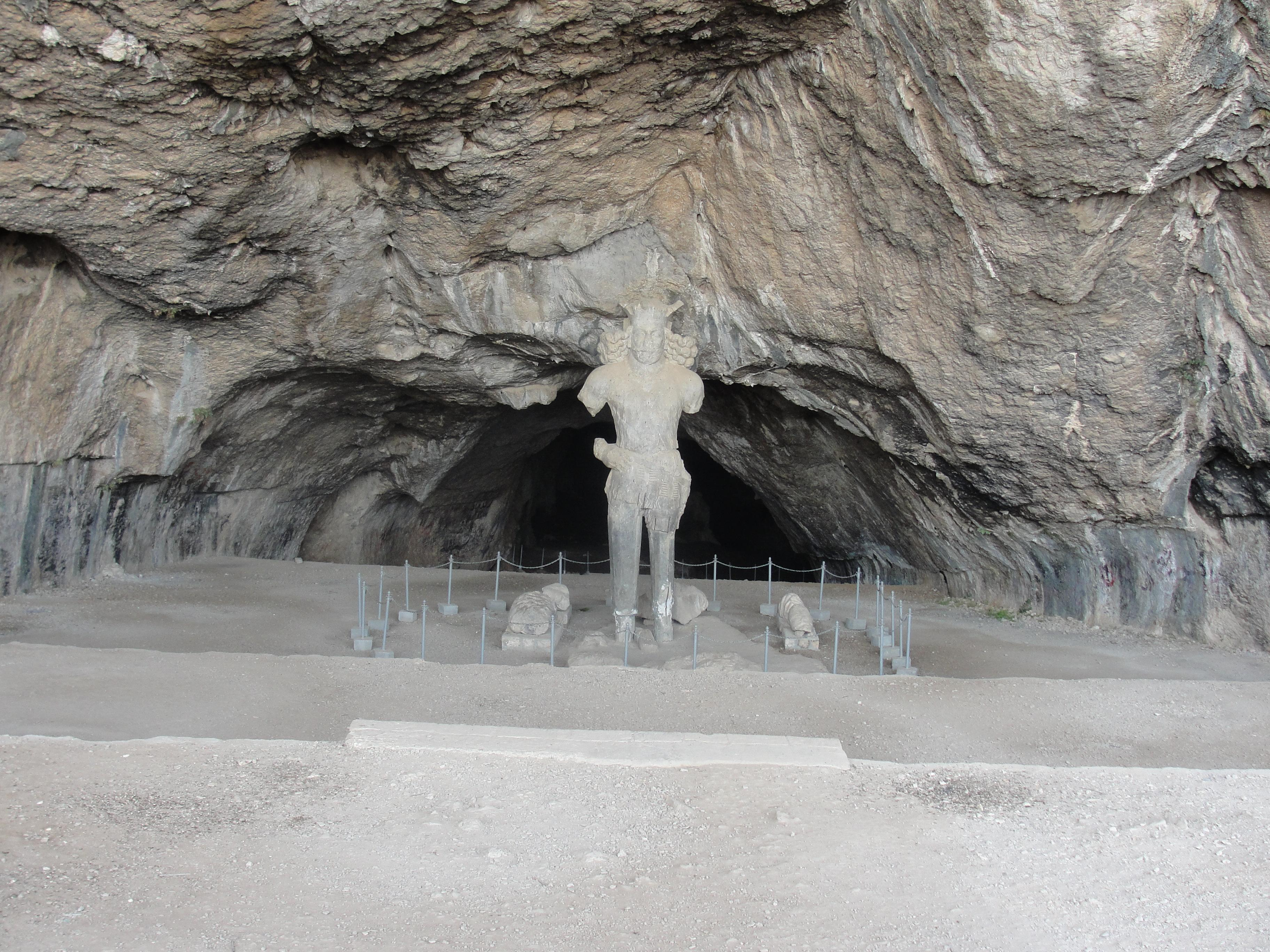
مجسمه شاپور اول

در زمان سلطنت محمد رضا شاه، ارتش سلسله پهلوی مجسمه شاهپور اول، شاهنشاه دوم سلسله ساسانی که بیش از ۱۰۰۰سال به‌خاک افتاده بود را مجدداً برپا کردند.
فرمان دائر به برپا ساختن مجسمه بوسیله ارتشبد دکتر بهرام آریانا رئیس ستاد بزرگ ارتشتاران، به سرلشکر (بعدها سپهبد)  محمد تقی مجیدی فرمانده سپاه ۵ فارس ابلاغ و پس از ۶ ماه تلاش شبانه‌روزی در ساعت ۱۷ روز ۲۶ بهمن ماه ۱۳۳۶ خورشیدی مجسمه به جای خویش استوار گشت. این تلاش تحت رهبری و نظارت مستقیم سرلشکر محمد تقی مجیدی فرمانده سپاه ۵ و توسط هفت نفر از افسران و یکنفر غیرنظامی انجام شد. نظامیانی که در این طرح شرکت داشتند عبارت بودند از: ۱ سرگرد فنی احمد بیضائی ۲ سروان پیاده کریم خرقانی ۳ ستوان یکم مهندس حسن بختیاری ۴ ستوان یکم پیاده غلامعلی آیرملو ۵ ستوان دوم مهندس جواد عمادی ده حقی ۶ ستوان دوم پیاده اصغر شکور ۷ ستوان سوم پیاده مصطفی افراسیابی ۸ غیرنظامی استاد موسی مختاری و بالغ بر دویست نفر درجه دار و سرباز و افزارمند پادگانهای شیراز و کازرون که نام آن‌ها در دستور سپاه ۵ درج گردید. علاوه بر برپا کردن مجسمه تکمیل جاده اتومبیل رو از رودخانه شاپور تا ایستگاه اتومبیل و احداث راه سواره رو کوهستانی از ایستگاه اتومبیل تا پای دهانه غار و ساختن ۲۳۰ پله با سنگ تراشیده شده و نرده آهنی و ساختمان پیدار مسطحه با دیواره سنگی و پله‌های مربوط در داخل غار نیز توسط افسران و افراد نامبرده بالا ساخته و پرداخته شده‌است. گزارش ستاد قرارگاه سپاه ۵ بهمن ماه ۱۳۳۶»

## نگارخانه

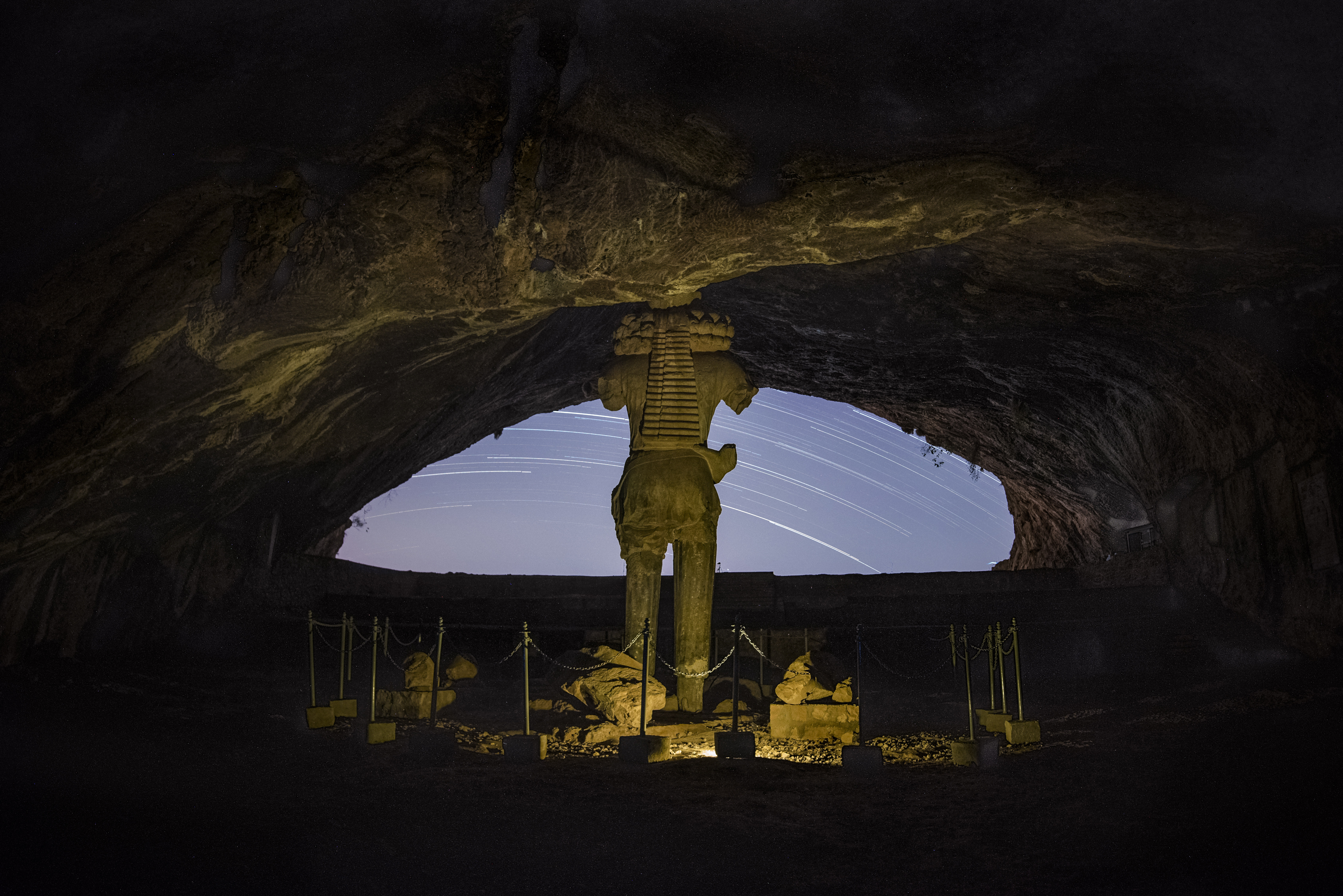
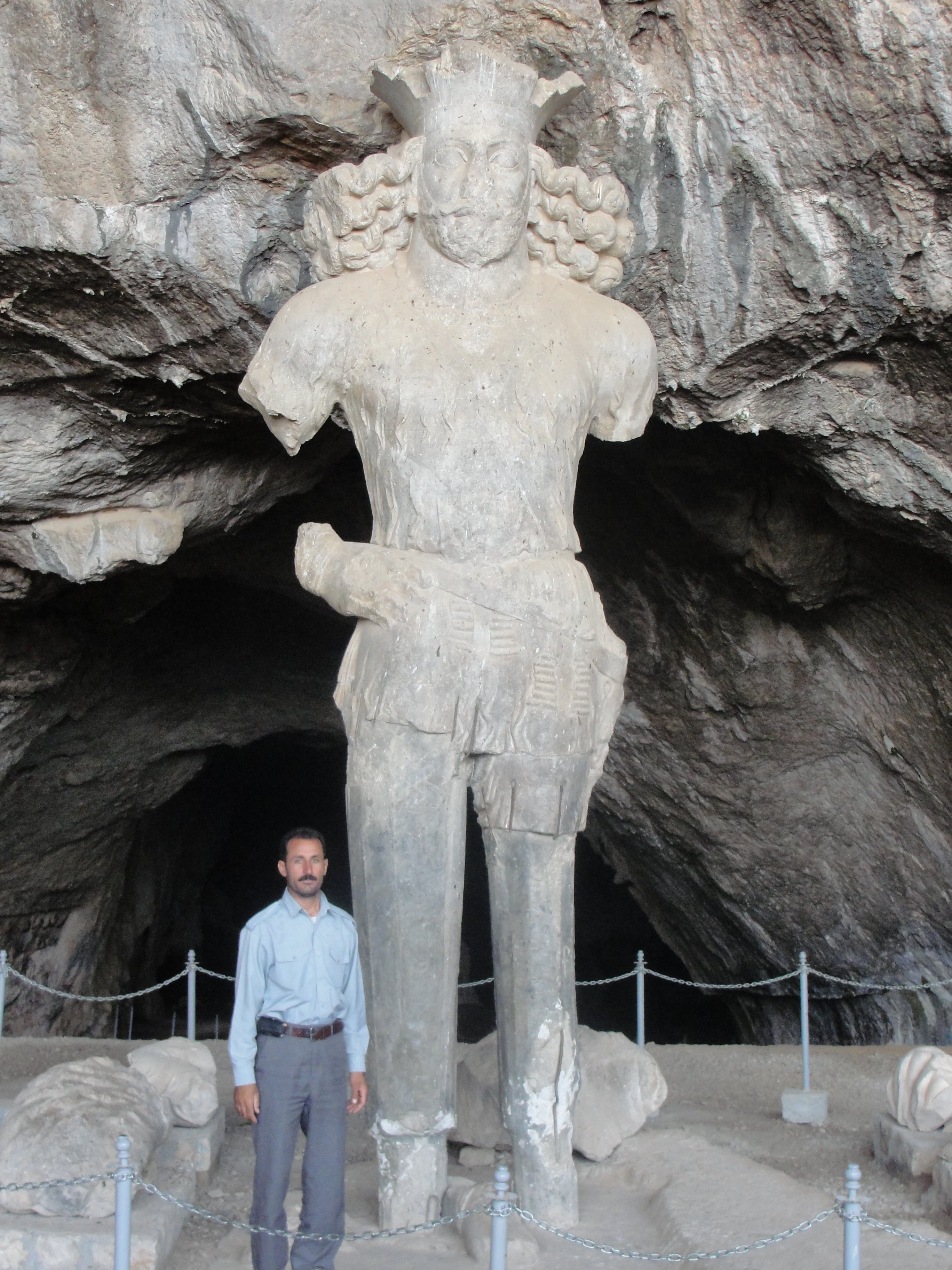
نگهبان غار کنار مجسمه شاپور - ابعاد مجسمه در این تصویر با مقایسه با مردی که کنارش ایستاده است کاملاً قابل تشخیص است.
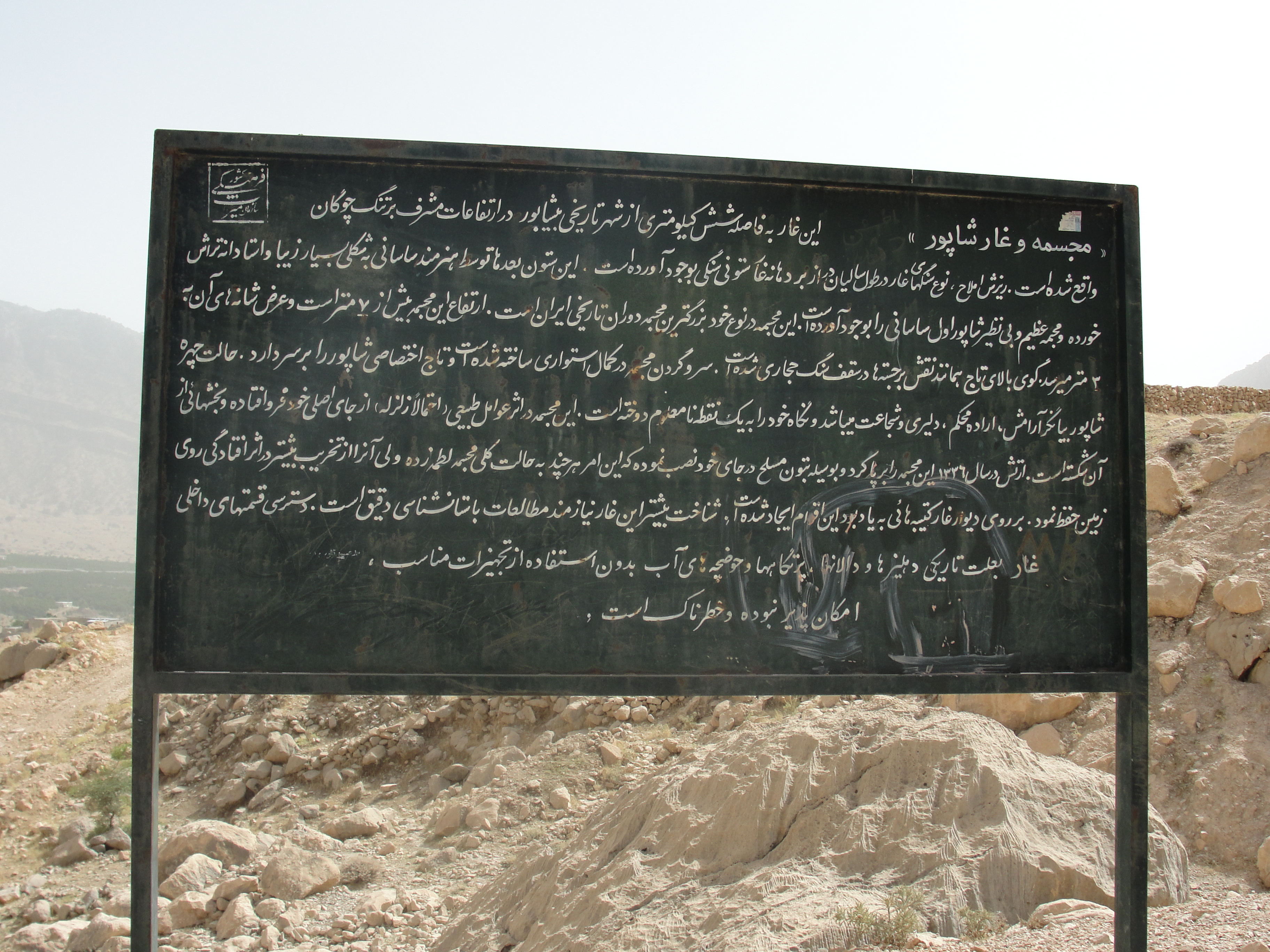
تابلوی میراث فرهنگی حاوی توضیحات در مورد غار شاپور واقع در پای کوهی که غار شاپور در بالای آن قرار دارد.
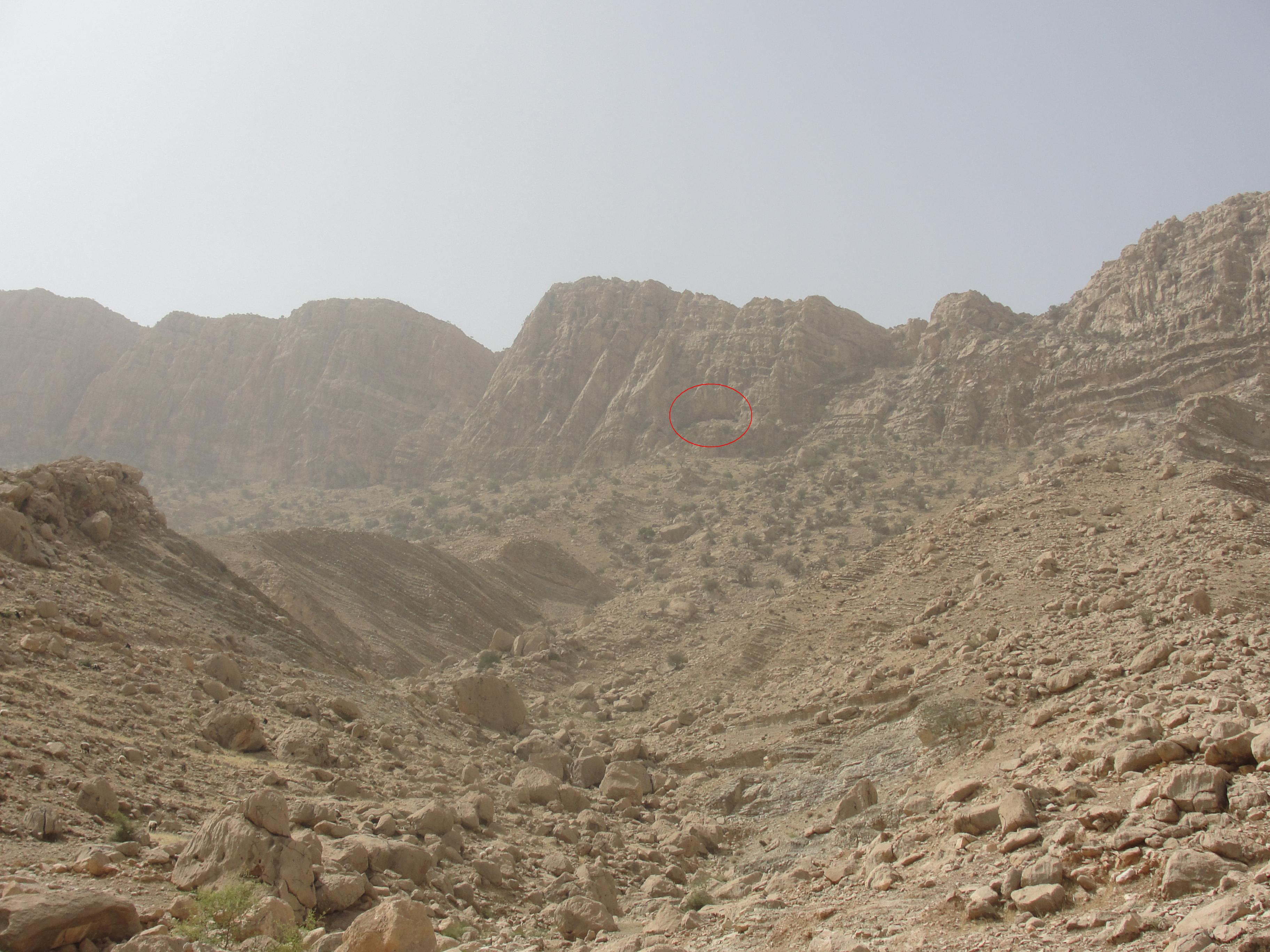
نمای غار شاپور از کنار تابلوی میراث فرهنگی. دور غار یک دایره قرمز کشیده شده‌است.
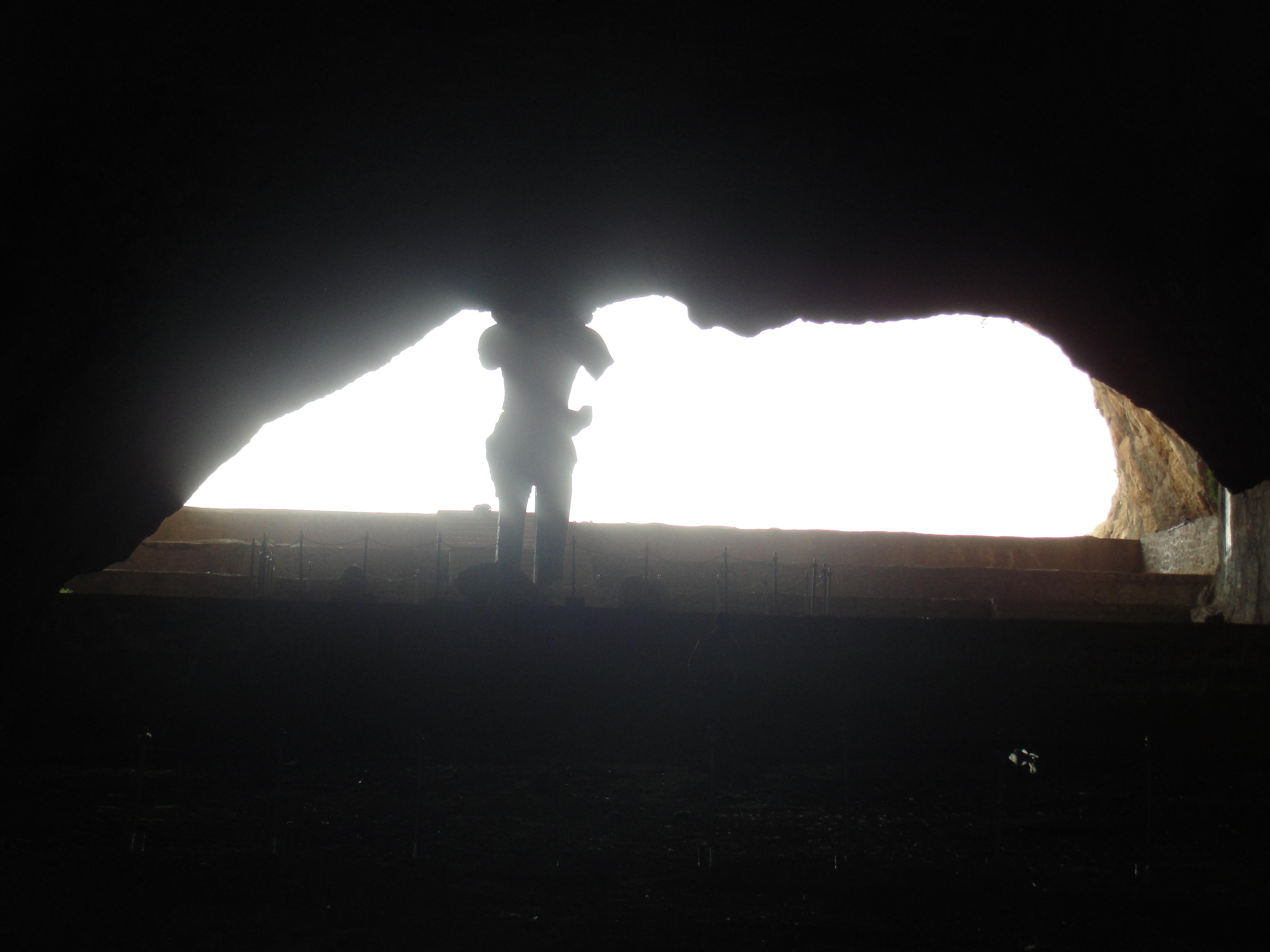
تصویر مجسمه از درون غار شاپور
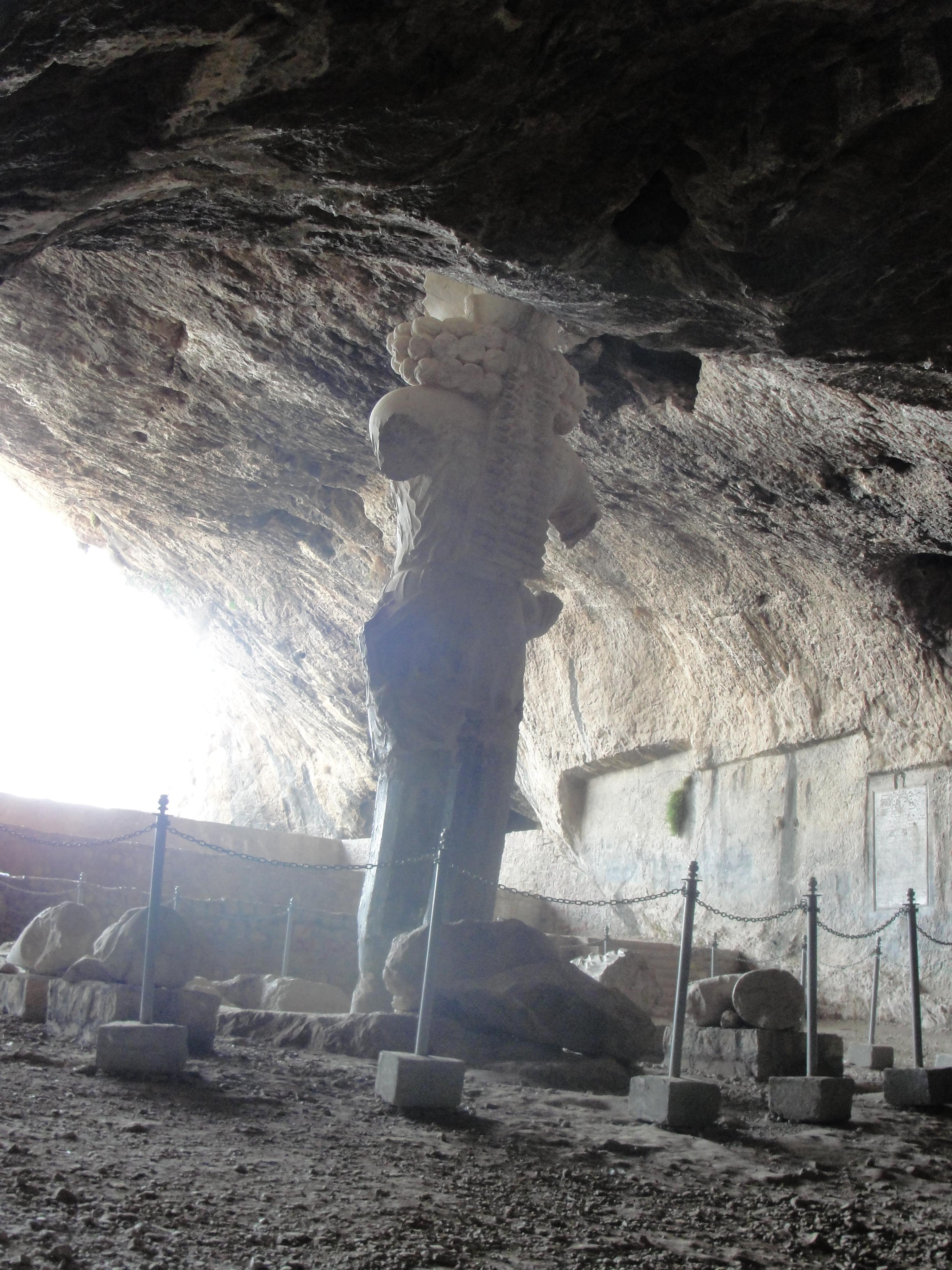
تصویر پشت مجسمه شاپور
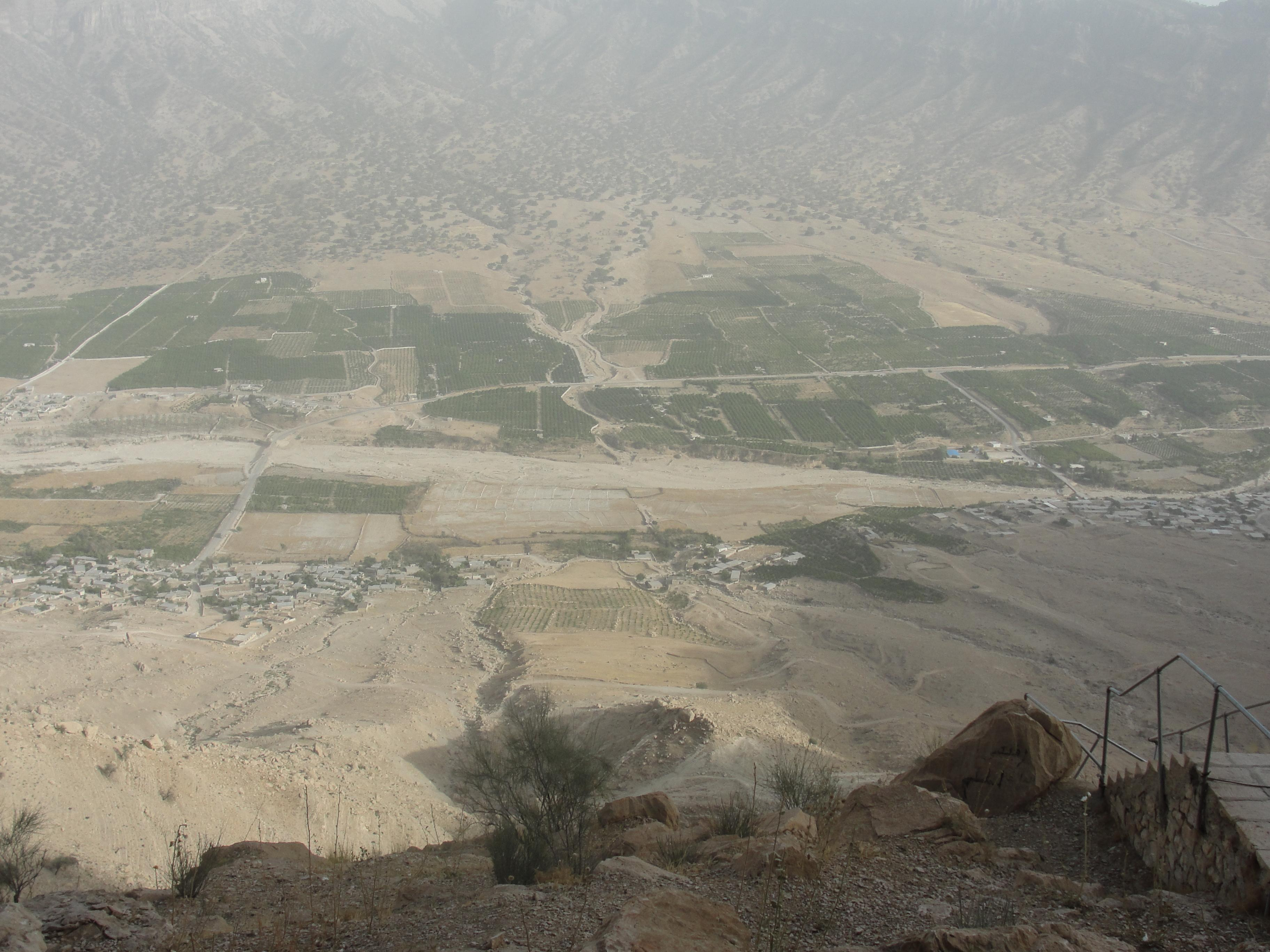
نمای دشت و روستاهای اطراف غار شاپور از دهنه غار
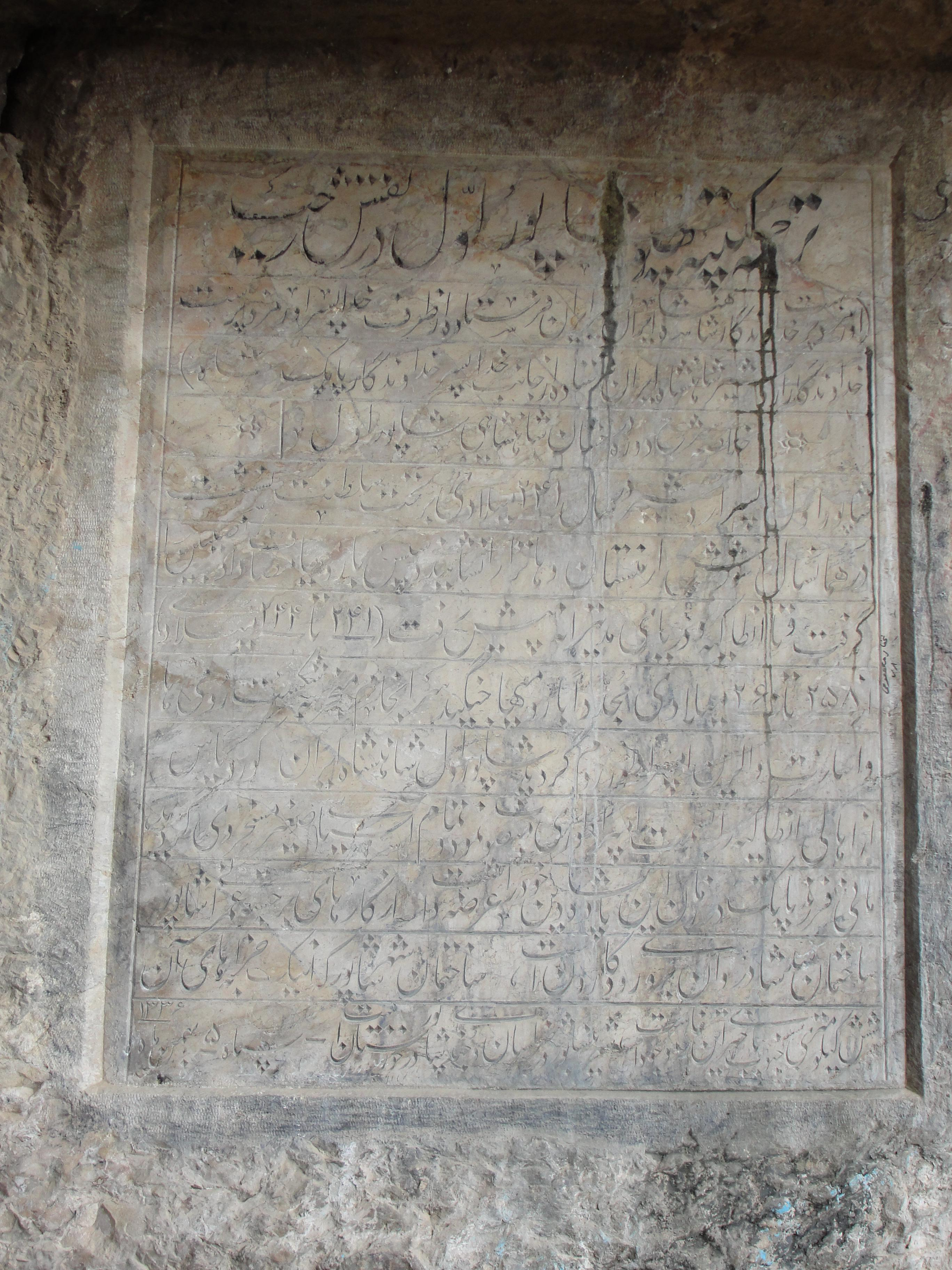
ترجمه کتیبه نقش رجب شاپور که توسط ارتش در سال ۱۳۳۶ روی دیوار غار شاپور حک شده‌است.
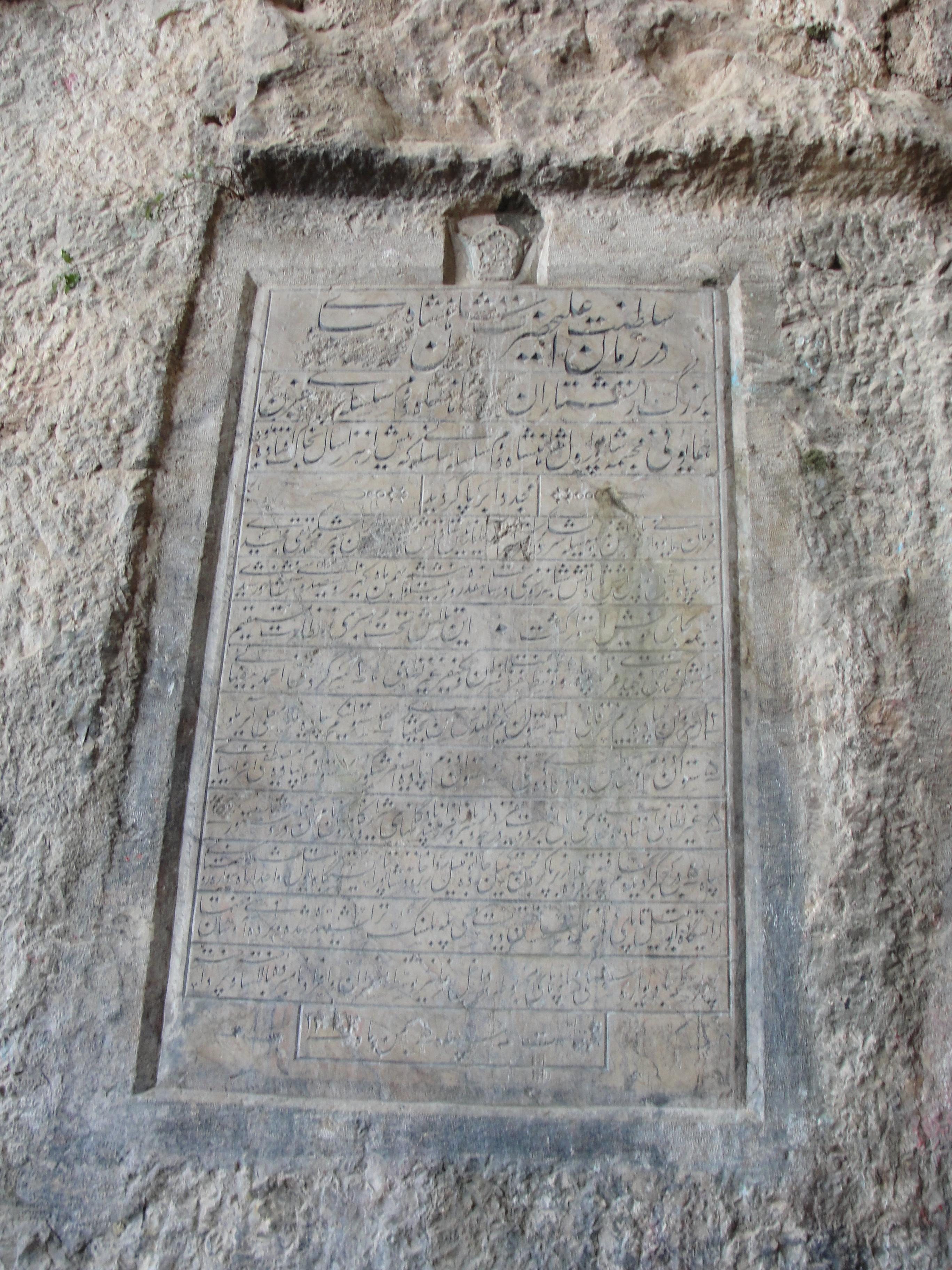
کتیبه ارتش روی دیوار غار شاپور که چگونگی برپا ساختن مجسمه را در سال ۱۳۳۶ شرح می‌دهد.
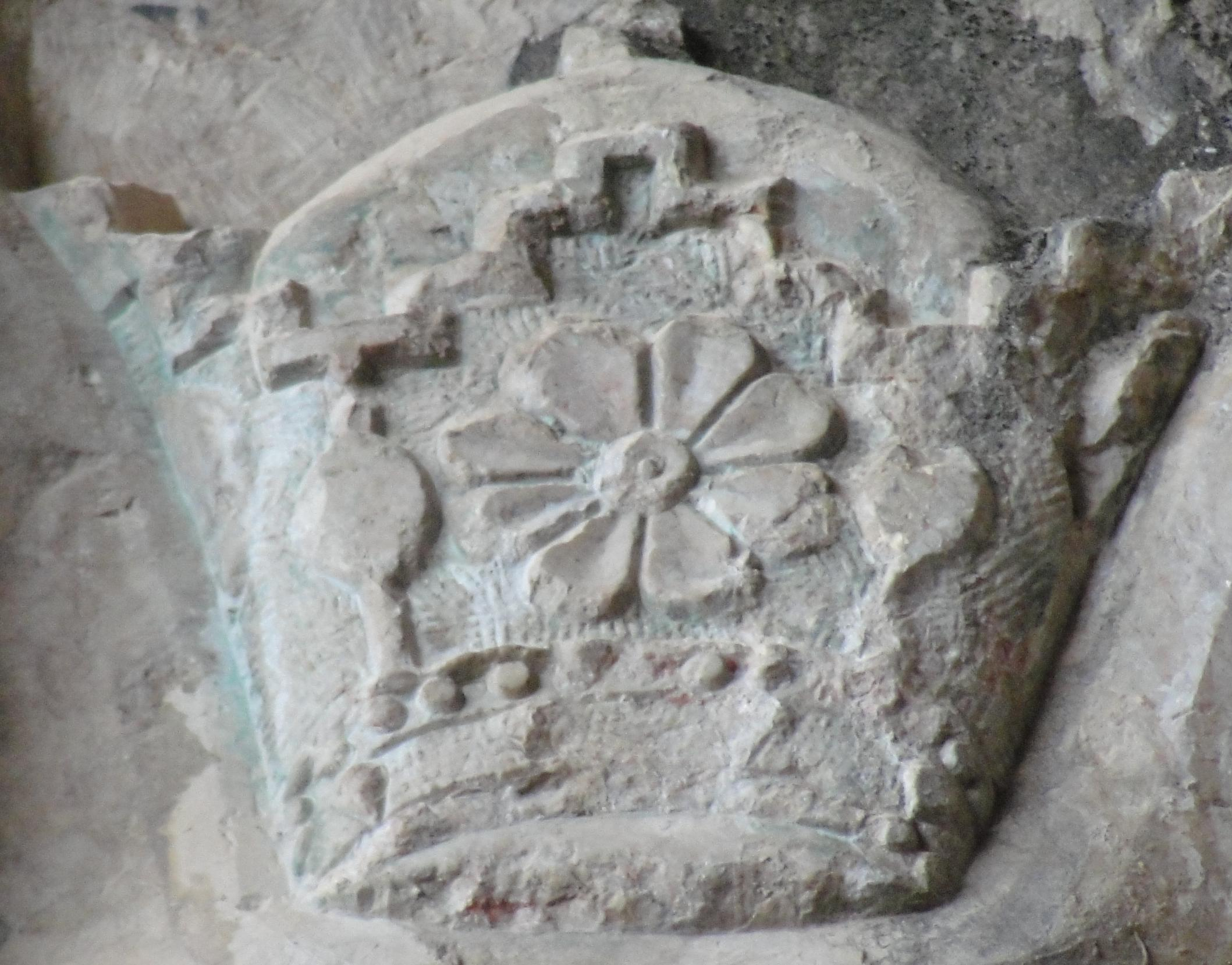
تاج پهلوی حک شده روی دیوار غار شاپور بالای کتیبه ارتش